# Fotboll vid Centralamerikanska och karibiska spelen 1946
Fotboll vid Centralamerikanska och karibiska spelen 1946 avgjordes mellan den 9 och 21 december i Colombia. Turneringen vanns av värdnationen Colombia före Panama och Curaçao.
Kuba och Mexiko drog sig ur då man ansåg att de andra lagens brist på styrka inte motiverade kostnaderna för att skicka ett lag.
Man fick 2 poäng för vinst, 1 poäng för oavgjort och 0 poäng för förlust.

## Tabell
| Nr | Lag         | S | V | O | F | GM | IM | MS  | P  |
| -- | ----------- | - | - | - | - | -- | -- | --- | -- |
| 1  | Colombia    | 6 | 6 | 0 | 0 | 20 | 7  | +13 | 12 |
| 2  | Panama      | 6 | 4 | 1 | 1 | 23 | 8  | +15 | 9  |
| 3  | Curaçao     | 6 | 3 | 2 | 1 | 25 | 10 | +15 | 8  |
| 4  | Costa Rica  | 6 | 3 | 0 | 3 | 25 | 12 | +13 | 6  |
| 5  | Venezuela   | 6 | 2 | 0 | 4 | 12 | 11 | +1  | 4  |
| 6  | Guatemala   | 6 | 1 | 1 | 4 | 12 | 20 | −8  | 3  |
| 7  | Puerto Rico | 6 | 0 | 0 | 6 | 3  | 52 | −49 | 0  |
|    | Kuba        | 0 | 0 | 0 | 0 | 0  | 0  | 0   | 0  |
|    | Mexiko      | 0 | 0 | 0 | 0 | 0  | 0  | 0   | 0  |

## Matcher
| 1 | 9 december 1946 | Colombia                                                           | 4 – 2   | Curaçao                                    | Estadio Municipal                        |                                          |
|   |                 | Luis González Rubio 10′ Rafael Granados 37′, 82′ Carlos Arango 73′ | (2 – 1) | 3′ Federico Jansen 50′ Maximiliano Juliana | Barranquilla Domare: Manuel Soto (Chile) | Barranquilla Domare: Manuel Soto (Chile) |
|   |                 |                                                                    |         |                                            | Barranquilla Domare: Manuel Soto (Chile) | Barranquilla Domare: Manuel Soto (Chile) |
|   |                 |                                                                    |         |                                            | Barranquilla Domare: Manuel Soto (Chile) | Barranquilla Domare: Manuel Soto (Chile) |

| 2 | 9 december 1946 | Guatemala                                             | 2 – 4   | Panama                                                                                         | Estadio Municipal                                  |                                                    |
|   |                 | Mario Camposeco 29′ Carlos Humberto Toledo 52′ (str.) | (1 – 0) | 46′ Luis Carlos Rangel 47′ Antonio Martinez 55′ James Santiago Anderson 61′ Luis Carlos Valdés | Barranquilla Domare: Higinio Madrid Torres (Chile) | Barranquilla Domare: Higinio Madrid Torres (Chile) |
|   |                 |                                                       |         |                                                                                                | Barranquilla Domare: Higinio Madrid Torres (Chile) | Barranquilla Domare: Higinio Madrid Torres (Chile) |
|   |                 |                                                       |         |                                                                                                | Barranquilla Domare: Higinio Madrid Torres (Chile) | Barranquilla Domare: Higinio Madrid Torres (Chile) |

| 3 | 10 december 1946 | Costa Rica | 12 – 00 | Puerto Rico | Estadio Municipal                        |                                          |
|   |                  | Gonzalo Fernández ?′, ?′, ?′, ?′ José Manuel Retana ?′, ?′, ?′ Jesús María Araya ?′, ?′, ?′ José Luis Rojas ?′ Walker Rodriguez ?′ | (2 – 0) |             | Barranquilla Domare: Manuel Soto (Chile) | Barranquilla Domare: Manuel Soto (Chile) |
|   |                  | |         |             | Barranquilla Domare: Manuel Soto (Chile) | Barranquilla Domare: Manuel Soto (Chile) |
|   |                  | |         |             | Barranquilla Domare: Manuel Soto (Chile) | Barranquilla Domare: Manuel Soto (Chile) |

| 4 | 12 december 1946 | Colombia                               | 2 – 0   | Venezuela | Estadio Municipal                                  |                                                    |
|   |                  | Fulgencio Berdugo 2′ Carlos Arango 76′ | (1 – 0) |           | Barranquilla Domare: Higinio Madrid Torres (Chile) | Barranquilla Domare: Higinio Madrid Torres (Chile) |
|   |                  |                                        |         |           | Barranquilla Domare: Higinio Madrid Torres (Chile) | Barranquilla Domare: Higinio Madrid Torres (Chile) |
|   |                  |                                        |         |           | Barranquilla Domare: Higinio Madrid Torres (Chile) | Barranquilla Domare: Higinio Madrid Torres (Chile) |

| 5 | 12 december 1946 | Curaçao                              | 2 – 2   | Guatemala                                   | Estadio Municipal                        |                                          |
|   |                  | Federico Jansen 20′ Mario Jansen 83′ | (1 – 1) | 40′ Carlos Humberto Toledo 73′ Mario Melgar | Barranquilla Domare: Manuel Soto (Chile) | Barranquilla Domare: Manuel Soto (Chile) |
|   |                  |                                      |         |                                             | Barranquilla Domare: Manuel Soto (Chile) | Barranquilla Domare: Manuel Soto (Chile) |
|   |                  |                                      |         |                                             | Barranquilla Domare: Manuel Soto (Chile) | Barranquilla Domare: Manuel Soto (Chile) |

| 6 | 13 december 1946 | Panama | 12 – 10 | Puerto Rico       | Estadio Municipal                                  |                                                    |
|   |                  | James Santiago Anderson ?′, ?′, ?′ Carlos Martinez ?′, ?′, ?′ Luis Carlos Rangel ?′, ?′ Gastón De León ?′, ?′ Antonio Morales ?′, ?′ |         | ?′ Rafael Piñeiro | Barranquilla Domare: Higinio Madrid Torres (Chile) | Barranquilla Domare: Higinio Madrid Torres (Chile) |
|   |                  | |         |                   | Barranquilla Domare: Higinio Madrid Torres (Chile) | Barranquilla Domare: Higinio Madrid Torres (Chile) |
|   |                  | |         |                   | Barranquilla Domare: Higinio Madrid Torres (Chile) | Barranquilla Domare: Higinio Madrid Torres (Chile) |

| 7 | 14 december 1946 | Costa Rica                                                                        | 4 – 2   | Venezuela                           | Estadio Municipal                        |                                          |
|   |                  | Walker Rodríguez 17′ Oscar Moraux 33′ Jesús María Araya 48′ Gonzalo Fernández 78′ | (2 – 0) | 59′ Ernesto Blanco 86′ Andrés Sucre | Barranquilla Domare: Manuel Soto (Chile) | Barranquilla Domare: Manuel Soto (Chile) |
|   |                  |                                                                                   |         |                                     | Barranquilla Domare: Manuel Soto (Chile) | Barranquilla Domare: Manuel Soto (Chile) |
|   |                  |                                                                                   |         |                                     | Barranquilla Domare: Manuel Soto (Chile) | Barranquilla Domare: Manuel Soto (Chile) |

| 8 | 15 december 1946 | Colombia                                        | 4 – 2   | Guatemala                | Estadio Municipal                        |                                          |
|   |                  | Octavio Carrillo 3′, 44′, 80′ Carlos Arango 30′ | (3 – 1) | 10′, 64′ Mario Camposeco | Barranquilla Domare: Manuel Soto (Chile) | Barranquilla Domare: Manuel Soto (Chile) |
|   |                  |                                                 |         |                          | Barranquilla Domare: Manuel Soto (Chile) | Barranquilla Domare: Manuel Soto (Chile) |
|   |                  |                                                 |         |                          | Barranquilla Domare: Manuel Soto (Chile) | Barranquilla Domare: Manuel Soto (Chile) |

| 9 | 15 december 1946 | Curaçao | 14 – 00 | Puerto Rico | Estadio Municipal                        |                                          |
|   |                  | Federico Jansen ?′ José Mathilde ?′ Mario Jansen ?′ Maximiliano Juliana ?′, ?′, ?′, ?′, ?′, ?′, ?′ Ailan Julia ?′ Frans Kelkboom ?′, ?′ ?′ |         |             | Barranquilla Domare: Manuel Soto (Chile) | Barranquilla Domare: Manuel Soto (Chile) |
|   |                  | |         |             | Barranquilla Domare: Manuel Soto (Chile) | Barranquilla Domare: Manuel Soto (Chile) |
|   |                  | |         |             | Barranquilla Domare: Manuel Soto (Chile) | Barranquilla Domare: Manuel Soto (Chile) |

| 10 | 16 december 1946 | Guatemala | 0 – 6 | Costa Rica                                                                | Estadio Municipal                                  |                                                    |
|    |                  |           |       | ?′, ?′, ?′ Gonzalo Fernández ?′, ?′ Miguel Ángel Zeledón ?′ Manuel Vargas | Barranquilla Domare: Higinio Madrid Torres (Chile) | Barranquilla Domare: Higinio Madrid Torres (Chile) |
|    |                  |           |       |                                                                           | Barranquilla Domare: Higinio Madrid Torres (Chile) | Barranquilla Domare: Higinio Madrid Torres (Chile) |
|    |                  |           |       |                                                                           | Barranquilla Domare: Higinio Madrid Torres (Chile) | Barranquilla Domare: Higinio Madrid Torres (Chile) |

| 11 | 16 december 1946 | Panama                                                | 2 – 1   | Venezuela           | Estadio Municipal                        |                                          |
|    |                  | James Santiago Anderson 42′ Juan Antonio Ferreira 45′ | (2 – 0) | 90+4′ Víctor García | Barranquilla Domare: Manuel Soto (Chile) | Barranquilla Domare: Manuel Soto (Chile) |
|    |                  |                                                       |         |                     | Barranquilla Domare: Manuel Soto (Chile) | Barranquilla Domare: Manuel Soto (Chile) |
|    |                  |                                                       |         |                     | Barranquilla Domare: Manuel Soto (Chile) | Barranquilla Domare: Manuel Soto (Chile) |

| 12 | 16 december 1946 | Colombia                                                             | 4 – 1   | Puerto Rico       | Estadio Municipal                                  |                                                    |
|    |                  | Fulgencio Berdugo 14′, 63′ Jaime Cardona 23′ Octavio Ruiz 72′ (str.) | (2 – 1) | 19′ Rafael Balado | Barranquilla Domare: Higinio Madrid Torres (Chile) | Barranquilla Domare: Higinio Madrid Torres (Chile) |
|    |                  |                                                                      |         |                   | Barranquilla Domare: Higinio Madrid Torres (Chile) | Barranquilla Domare: Higinio Madrid Torres (Chile) |
|    |                  |                                                                      |         |                   | Barranquilla Domare: Higinio Madrid Torres (Chile) | Barranquilla Domare: Higinio Madrid Torres (Chile) |

| 13 | 17 december 1946 | Curaçao                                     | 2 – 2   | Panama                                          | Estadio Municipal                                  |                                                    |
|    |                  | Federico Jansen 51′ Guillermo Giribaldi 75′ | (0 – 0) | 48′ Carlos Martinez 61′ James Santiago Anderson | Barranquilla Domare: Higinio Madrid Torres (Chile) | Barranquilla Domare: Higinio Madrid Torres (Chile) |
|    |                  |                                             |         |                                                 | Barranquilla Domare: Higinio Madrid Torres (Chile) | Barranquilla Domare: Higinio Madrid Torres (Chile) |
|    |                  |                                             |         |                                                 | Barranquilla Domare: Higinio Madrid Torres (Chile) | Barranquilla Domare: Higinio Madrid Torres (Chile) |

| 14 | 18 december 1946 | Colombia                                                                           | 4 – 1   | Costa Rica            | Estadio Municipal                                  |                                                    |
|    |                  | Carlos Arango 15′ Rigoberto García 32′ Rafael Granados 42′ Luis González Rubio 70′ | (3 – 0) | 87′ Gonzalo Fernandez | Barranquilla Domare: Higinio Madrid Torres (Chile) | Barranquilla Domare: Higinio Madrid Torres (Chile) |
|    |                  |                                                                                    |         |                       | Barranquilla Domare: Higinio Madrid Torres (Chile) | Barranquilla Domare: Higinio Madrid Torres (Chile) |
|    |                  |                                                                                    |         |                       | Barranquilla Domare: Higinio Madrid Torres (Chile) | Barranquilla Domare: Higinio Madrid Torres (Chile) |

| 15 | 18 december 1946 | Guatemala                             | 2 – 3   | Venezuela                  | Estadio Municipal                        |                                          |
|    |                  | Rubén Aqueche 39′ Mario Camposeco 68′ | (1 – 3) | 10′, 25′, 28′ Andrés Sucre | Barranquilla Domare: Manuel Soto (Chile) | Barranquilla Domare: Manuel Soto (Chile) |
|    |                  |                                       |         |                            | Barranquilla Domare: Manuel Soto (Chile) | Barranquilla Domare: Manuel Soto (Chile) |
|    |                  |                                       |         |                            | Barranquilla Domare: Manuel Soto (Chile) | Barranquilla Domare: Manuel Soto (Chile) |

| 16 | 19 december 1946 | Puerto Rico    | 1 – 4 | Guatemala                                                 | Estadio Municipal                                  |                                                    |
|    |                  | Juan Balado ?′ |       | ?′, ?′ Mario Camposeco ?′ Armando Durán ?′ Efraín de León | Barranquilla Domare: Higinio Madrid Torres (Chile) | Barranquilla Domare: Higinio Madrid Torres (Chile) |
|    |                  |                |       |                                                           | Barranquilla Domare: Higinio Madrid Torres (Chile) | Barranquilla Domare: Higinio Madrid Torres (Chile) |
|    |                  |                |       |                                                           | Barranquilla Domare: Higinio Madrid Torres (Chile) | Barranquilla Domare: Higinio Madrid Torres (Chile) |

| 17 | 19 december 1946 | Curaçao            | 1 – 0   | Venezuela | Estadio Municipal                        |                                          |
|    |                  | Federico Jansen 9′ | (1 – 0) |           | Barranquilla Domare: Manuel Soto (Chile) | Barranquilla Domare: Manuel Soto (Chile) |
|    |                  |                    |         |           | Barranquilla Domare: Manuel Soto (Chile) | Barranquilla Domare: Manuel Soto (Chile) |
|    |                  |                    |         |           | Barranquilla Domare: Manuel Soto (Chile) | Barranquilla Domare: Manuel Soto (Chile) |

| 18 | 20 december 1946 | Colombia                                  | 2 – 1   | Panama              | Estadio Municipal                        |                                          |
|    |                  | Luis González Rubio 29′ Carlos Arango 55′ | (1 – 1) | 17′ Carlos Martinez | Barranquilla Domare: Manuel Soto (Chile) | Barranquilla Domare: Manuel Soto (Chile) |
|    |                  |                                           |         |                     | Barranquilla Domare: Manuel Soto (Chile) | Barranquilla Domare: Manuel Soto (Chile) |
|    |                  |                                           |         |                     | Barranquilla Domare: Manuel Soto (Chile) | Barranquilla Domare: Manuel Soto (Chile) |

| 19 | 20 december 1946 | Costa Rica                             | 2 – 4   | Curaçao                                                             | Estadio Municipal                        |                                          |
|    |                  | Manuel Vargas ?′ José Manuel Retana ?′ | (1 – 2) | ?′, ?′ José María Mathilde ?′ Maximiliano Juliana ?′ Charles Haseth | Barranquilla Domare: Manuel Soto (Chile) | Barranquilla Domare: Manuel Soto (Chile) |
|    |                  |                                        |         |                                                                     | Barranquilla Domare: Manuel Soto (Chile) | Barranquilla Domare: Manuel Soto (Chile) |
|    |                  |                                        |         |                                                                     | Barranquilla Domare: Manuel Soto (Chile) | Barranquilla Domare: Manuel Soto (Chile) |

| 20 | 21 december 1946 | Venezuela                                                                  | 6 – 0   | Puerto Rico | Estadio Municipal                        |                                          |
|    |                  | Carlos Rodríguez 23′ Víctor García 37′, 60′, 68′ Rosendo Aparicio 52′, 62′ | (2 – 0) |             | Barranquilla Domare: Manuel Soto (Chile) | Barranquilla Domare: Manuel Soto (Chile) |
|    |                  |                                                                            |         |             | Barranquilla Domare: Manuel Soto (Chile) | Barranquilla Domare: Manuel Soto (Chile) |
|    |                  |                                                                            |         |             | Barranquilla Domare: Manuel Soto (Chile) | Barranquilla Domare: Manuel Soto (Chile) |

| 21 | 21 december 1946 | Panama                                          | 2 – 0   | Costa Rica | Estadio Municipal                                  |                                                    |
|    |                  | Carlos Martinez 35′ James Santiago Anderson 42′ | (2 – 0) |            | Barranquilla Domare: Higinio Madrid Torres (Chile) | Barranquilla Domare: Higinio Madrid Torres (Chile) |
|    |                  |                                                 |         |            | Barranquilla Domare: Higinio Madrid Torres (Chile) | Barranquilla Domare: Higinio Madrid Torres (Chile) |
|    |                  |                                                 |         |            | Barranquilla Domare: Higinio Madrid Torres (Chile) | Barranquilla Domare: Higinio Madrid Torres (Chile) |